# Bernardino Marinoni
Bernardino Marinoni, o Bernardo (Desenzano al Serio, precedente al 1508 – Comenduno, precedente il 1533), è stato un pittore italiano attivo nella bottega paterna con il fratello Antonio.
- La dinastia della bottega Marinoni 
  - Zanin de Marinonibus
  - Antonii de Desentiano
  - Giovanni Marinoni (doc. 1440/1508 circa)
  - Bernardino Marinoni (doc. 1508/1533 circa)
  - Antonio Marinoni (doc. 1474/1541 circa)
- La bottega di Antonio Marinoni
  - Ambrogio e Francesco (doc.1515/1550 circa)

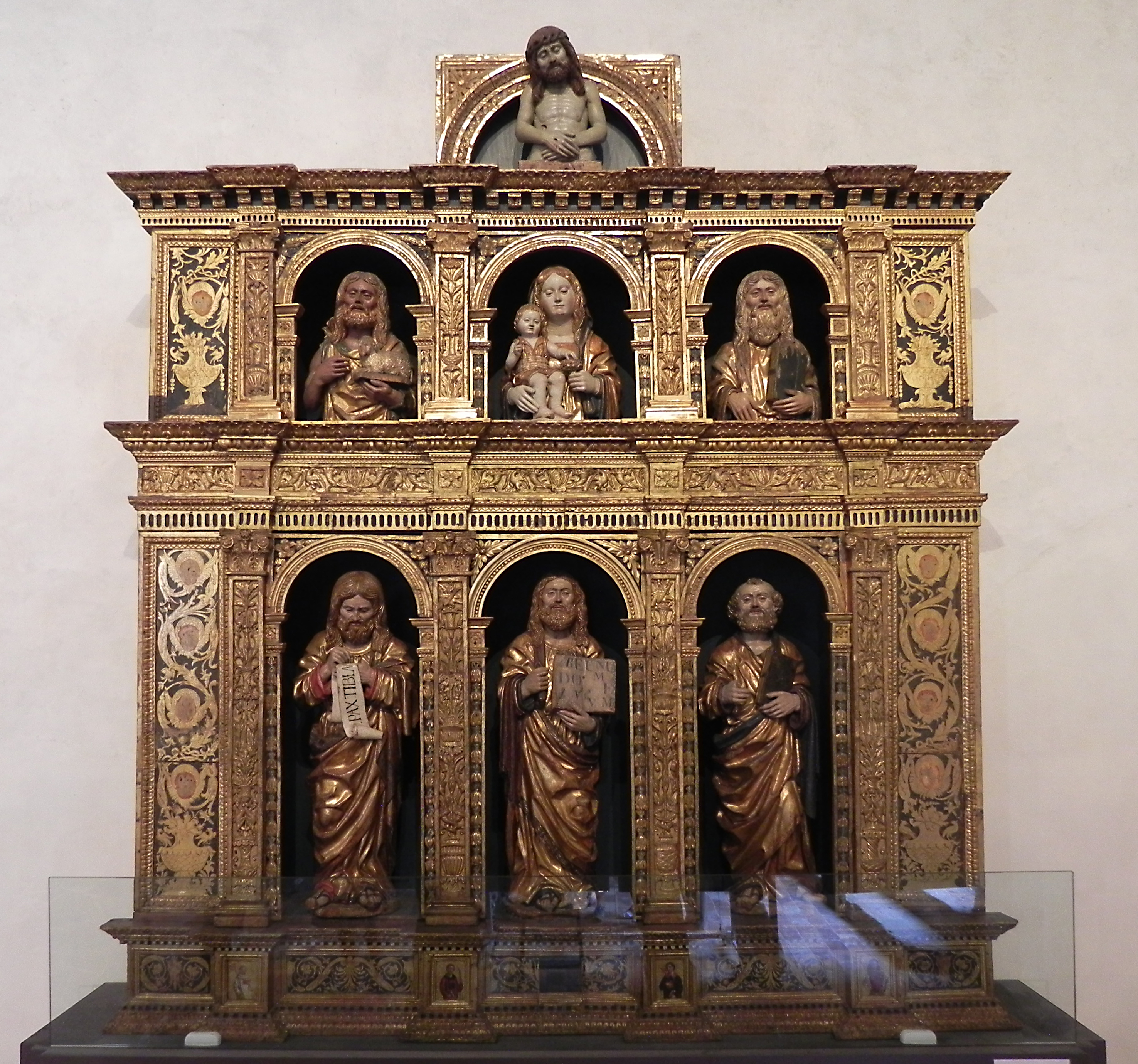
Polittico di San Bartolomeo realizzato da Pietro Bussolo con la coloratura e doratura di Giovanni con i figli Bernardino e Antonio

## Biografia
Bernardino Marinoni era figlio primogenito di Giovanni pittore della famiglia di Desenzano al Serio, che era dedita all'arte della pittura ormai da generazioni. Bernardino e il fratello Antonio avevano heredes et successores universale, ereditato non solo le proprietà ma anche la bottega di pittura dal padre che risulta fosse morto alla data del 1508.
Bernardino sposò Medea Conziano da Vimercate figlia di un soldato arruolato al seguito di Bartolomeo Colleoni, che gli diede tre figli. Il primogenito Filippo intraprese la carriera ecclesiastica, risulta fosse parroco della chiesa di San Pietro a Desenzano al Serio e la ex chiesa di Sant'Alessandro, poi trasferito a Bergamo nella chiesa di Santo Stefano, e successivamente nella chiesa di San Giorgio in Lemine. Il figlio Francesco risulta fosse presente in qualità di testimone in un atto del 14 maggio 1523 nella località di Sambusita e che fosse residente nella casa paterna di Comenduno, quindi erede del padre. Francesco era posato con Francesca Falconi de Februaris di Comenduno dalla quale ebbe una figlia di nome Medea, non vi sono commissioni che indichino una sua possibile attività artistica. Bernardino ebbe anche una figlia, Bona, spostata con Cristoforo Cazelli di Alzano al quale diede una figlia, Nicolina.
Del 1510 è la realizzazione di affreschi per la chiesa superiore di Santa Maria della Ripa eseguita dai due fratelli. Ma del 5 aprile del medesimo anno è la loro divisione non avendo avuto nessun obbligo da parte del padre di rimanere uniti. I beni furono divisi in equità, ma, non potendo condividere la medesima bottega, fu proprio Bernardino a doversi dislocare. Per la nuova locazione fu aiutato dal fratello nel pagamento dell'acquisto di alcune proprietà a Comenduno, dove si stabilì, in cambio questi cedette al fratello Antonio la sua parte di eredità e l'aiuto del pagamento di un affitto di proprietà di Giovanni Antonio Comenduno.
Non si conosce la sua data di morte ma risulta che fosse deceduto alla data del 9 ottobre 1533.

## Le opere
Molti furono sicuramente gli interventi di coloratura di opere lignee o di pittura di affreschi oltre quelli realizzati prima del 1510 con il padre e il fratello, ma solo pochi sono recuperabili:
- 1510 affreschi nei tondi della volta a ombrello sovrastante l'ingresso della chiesa superiore di Santa Maria della Ripa dedicata alla Vergine della Natività eseguiti con il fratello Antonio e raffiguranti santi[6].
- 1513 tavoletta ex voto conservata nella pinacoteca dell'Accademia Carrara commissionata da Leonardo e Giulia Comenduno raffigurati ai piedi di una Madonna col Bambino e una preghiera di ringraziamento per grazia ricevuta. La tavoletta è sicuramente maroniana e considerato la committenza e l'anno di esecuzione viene assegnata al Bernardino. Proveniente dalla collezione Guglielmo Lochis[7].
- 30 gennaio 1515 contratto con la comunità di Casnigo per la realizzazione di un'ancona da ornare l'altare di san Sebastiano della chiesa di San Giovanni Battista[8]. Del polittico non vi è altra testimonianza, e non si ha la certezza che sia stato realizzato, o forse l'artista ne realizzò solo la capsa, copertura messa a protezione.
- 8 gennaio 1514 e 22 novembre 1515 pagamenti per la coloratura di due candelabri lignei e una croce, con la doratura di un'altra di legno per la confraternita di Santa Maria della chiesa Chiesa di Santa Maria in Borgo di Casnigo.